# Multitentacula
Multitentacula is een geslacht van tweekleppigen uit de  familie van de Protocuspidariidae.

## Soorten
- Multitentacula admirabilis Krylova, 1995
- Multitentacula amoena Krylova, 1995
- Multitentacula composita Krylova, 1995
- Multitentacula parilis Krylova, 1995
- Multitentacula parvula Krylova, 1995
- Multitentacula paulula Krylova, 1995
- Multitentacula venusta Krylova, 1995